# كنيسة القديس بطرس (ريغا)
كنيسة القديس بطرس هي كنيسة لوثرية تقع في مدينة ريغا، لاتفيا.